# María Paz Ríos
María Paz Ríos (ur. 13 października 1989) – chilijska lekkoatletka specjalizująca się w rzucie oszczepem.
W 2007 zdobyła brązowy medal mistrzostw Ameryki Południowej juniorów oraz była czwarta podczas mistrzostw panamerykańskich juniorów. W kolejnym sezonie startowała w mistrzostwach ibero-amerykańskich, nie udało jej się awansować do finału mistrzostw świata juniorów oraz została młodzieżową wicemistrzynią Ameryki Południowej. Uczestniczka mistrzostw Ameryki Południowej z 2011 roku. W 2015 zdobyła brąz południowoamerykańskiego czempionatu w Limie. 
Medalistka mistrzostw Chile, wielokrotna rekordzistka kraju w różnych kategoriach wiekowych. 
Rekord życiowy: 54,94 (18 lutego 2018, Santiago) – rezultat ten jest aktualnym rekordem Chile.

## Osiągnięcia
| Rok  | Impreza                              | Miejsce        | Lokata            | Wynik |
| ---- | ------------------------------------ | -------------- | ----------------- | ----- |
| 2007 | Mistrzostwa Ameryki Płd. juniorów    | São Paulo      | 3. miejsce        | 45,06 |
| 2007 | Mistrzostwa panamerykańskie juniorów | São Paulo      | 4. miejsce        | 43,00 |
| 2008 | Mistrzostwa ibero-amerykańskie       | Iquique        | 4. miejsce        | 50,96 |
| 2008 | Mistrzostwa świata juniorów          | Bydgoszcz      | el. – 23. miejsce | 44,89 |
| 2008 | Mistrzostwa Ameryki Płd. do lat 23   | Lima           | 2. miejsce        | 48,58 |
| 2011 | Mistrzostwa Ameryki Południowej      | Buenos Aires   | 9. miejsce        | 46,34 |
| 2014 | Igrzyska Ameryki Południowej         | Santiago       | 6. miejsce        | 51,64 |
| 2015 | Mistrzostwa Ameryki Południowej      | Lima           | 3. miejsce        | 51,12 |
| 2016 | Mistrzostwa ibero-amerykańskie       | Rio de Janeiro | 5. miejsce        | 53,07 |